# لطخة ضوئية
في علم الفلك الطخة الضوئية هي منطقه كثيفة براقة تظهر على الطبقة الثانية من الثلاث طبقات الرئيسية في الشمس مايعرف (بالغلاف اللوني) بالقرب من البقع الشمسية. تظهر اللطخة الضوئية الشمسية اثناء حدوث النشاطات الشمسية، وهي عبارة عن غازات تعرضت لحرارة عالية جدا نتيجة النشاطات الشمسية. وتظهر دائما مع البقع الشمسية ولكنها تستمر عادة لعدة أيام وعادة ما تكون مرئية فقط في الضوء أحادي اللون من الخطوط الطيفية، مثل إتش-ألفا أو الكالسيوم II.وتحدد مناطق خطوط منبثقة شبة عمودية أو تعيد ربط خطوط المجال المغناطيسي. ولاينبغى الحلط بين اللطخة الضوئية والشعلة الصغيرة.
المصطلح مأخوذ من الكلمة الفرنسية Plage «الشاطئ» .

## وصلة خارجية
- Encyclopedia of Astrobiology, Astronomy & Spaceflight: Plage